# 必殺動物部
『必殺動物部』（ひっさつどうぶつぶ）は、森本梢子による日本の漫画。『週刊少年ジャンプ』（集英社）2007年30号に47ページ掲載された。森本の作品が少年誌に掲載されるのは本作が初めてであった。

## あらすじ
私立赤玉高等学校に存在する謎の部活動「必殺動物部」。それは守護霊獣と呼ばれる霊の憑いている人間が集い、動物の霊の無念を聞き届けその霊が悪霊となる前に成仏させてやるのが目的の部活動である。

## 登場人物
獅子丸 めぐる（ししまる めぐる）
本編の主人公。「必殺動物部」の部長。ボサボサの金髪で口の周りには猫のような髭が生えている。幼い頃動物の霊が見えることから孤独な人生を送っていた。都に毎度露骨な求愛をするがその度に急所を攻撃され叩きのめされている。ニコのことは二の次に考えている。
錦 都（にしき みやこ）
「必殺動物部」の副部長。黒目の部分が大きく、ニコ曰く「不気味な美人」。気配を消すことが得意。めぐるのことは毛深いので嫌いらしい。冷静沈着で怖い。
馬渕 ニコ（まぶち ニコ）
「必殺動物部」の新入部員。部員の中では一番まともな性格。臆病な性格だが女性には優しい。めぐるや都のように守護霊獣を持つことを夢見ている。
姫野（ひめの）
ニコの同級生。馬渕にいなくなった飼い犬「カオミミ」の捜索を依頼する。
幸太（こうた）
姫野の弟。生まれつき病弱で学校に行かなかったため、無口になり孤独な人生を送っていたが、カオミミと触れ合うことで活発さを取り戻していった。カオミミがいなくなってからは寝込んでいる。
ちはら
ペットショップちはらの店長。裏で大量の珍獣を密売していた。

## 守護霊獣
獅子王（ししおう）
めぐるに憑いている守護霊獣。巨大なライオン。自分のことを「賢くてもてるタイプの霊獣」と思っている。体はかなり硬い。
雅（みやび）
都に憑いている守護霊獣。巨大なニシキヘビ。錦の言うことに忠実に従う。
サンコ（さんこ）
ニコに憑いている守護霊獣。臆病な性格の仔馬。悪党相手に「蹴り殺す」と宣言するも、脅されて放尿してしまう。ニコが強くなればサンコも強くなるらしい。

## 霊
木村 伝八（きむら でんぱち）
年老いた猫の霊。公園に撒かれた毒だんごを食べて死んでしまった。かなりスケベな猫で、発情期まであと2週間足らずだったのに死んでしまったのが心残りらしい。
カオミミ
幸太と仲の良かった飼い犬。ちはらに誘拐され、逃げる途中でトラックに轢かれて死んでしまった。姫野曰く「ゴールデンレトリバーの一種」らしいが、耳が異様に長い。事件の解決後、めぐるの能力で幸太に会わせてもらったが、とりついてしまった様子。